# كورادو جيني
كورادو جيني (بالإيطالية: Corrado Gini)‏ ـ (23 مايو 1884 ـ 13 مارس 1965) عالم إحصاء وسكانيات واجتماع إيطالي أطلق نظريتيه سنة 1920 حول الدخول العالمية والإحصاء، اهتم بدراسة العلوم الاجتماعية وبالتغيرات التي تطرأ على المجتمع. له معامل احصائي يُعرف بمعامل جيني، يقيس درجة الارتباط بين توزيع المداخيل ومعطيات التنمية، كما له مساهمة في ما يعرف بالنظرية البيولوجية للسكان.

## حياته
ولد جيني في موتا دي ليفينتسا، قرب تريفيزو في 23 مايو 1884، والتحق بكلية الحقوق بجامعة بولونيا، حيث تعلّم ـ إلى جانب القانون ـ علوم الرياضيات والاقتصاد والأحياء.
تركزت أبحاث جيني حول محورين هما العلوم الاجتماعية والإحصاء، واهتم بالبحث في القوانين التي تحكم الظواهر الحيوية والاجتماعية. نُشر كتابه الأول «الجنس من وجهة النظر الإحصائية» (بالإيطالية: Il sesso dal punto di vista statistico) عام 1908. وفي عام 1910 تبوأ كرسي علم الإحصاء بجامعة كالياري في سردينيا، ثم تبوأ الكرسي ذاته في جامعة بادوا عام 1913.
أنشأ دورية «ميترون» (Metron) المتخصصة في علم الإحصاء عام 1920، وظل يديرها حتى وفاته، ولم يكن يقبل إلا المقالات ذات التطبيقات العملية.

## التنظير للفاشية
كان جيني أيضًا منظّرًا فاشيًا، كتب مقالًا بالإنجليزية بعنوان «الأساس العلمي للفاشية» (نشر عام 1927). كان من مؤيدي النظرية العضوية، وقام بتطبيقها على الشعوب والأمم.

## روابط خارجية
- كورادو جيني على موقع الموسوعة البريطانية (الإنجليزية)